# Surses
Surses – miejscowość i gmina w Szwajcarii, w kantonie Gryzonia, w regionie Albula. Powstała 1 stycznia 2016 z połączenia gmin Bivio, Cunter, Marmorera, Mulegns, Riom-Parsonz, Salouf, Savognin, Sur i Tinizong-Rona. Pod względem powierzchni jest największą gminą w regionie.

## Demografia
W Surses mieszka 2377 osób. W 2020 roku 15,6% populacji gminy stanowiły osoby urodzone poza Szwajcarią. 

## Transport
Przez teren gminy przebiega droga główna nr 3.